# Тіху-Ярв
Тіху-Ярв (ест. Tihu järv, інші назви ест. Männamaa järv, Tihu Esimene järv, Tihu Suurjärv, Suurjärv) — озеро в Естонії, що розташоване на острові Хіюмаа, у волості Кяйна. Входить до складу групи озер Тіху. На озері є 19 островів.